# 瘤果冷水花
瘤果冷水花（学名：Pilea dolichocarpa）是荨麻科冷水花属的植物，是中国的特有植物。分布在中国大陆的云南等地，生长于海拔1,100米至1,300米的地区，一般生于石灰岩山坡林下阴湿处，目前尚未由人工引种栽培。